# خدمة تقصير الروابط

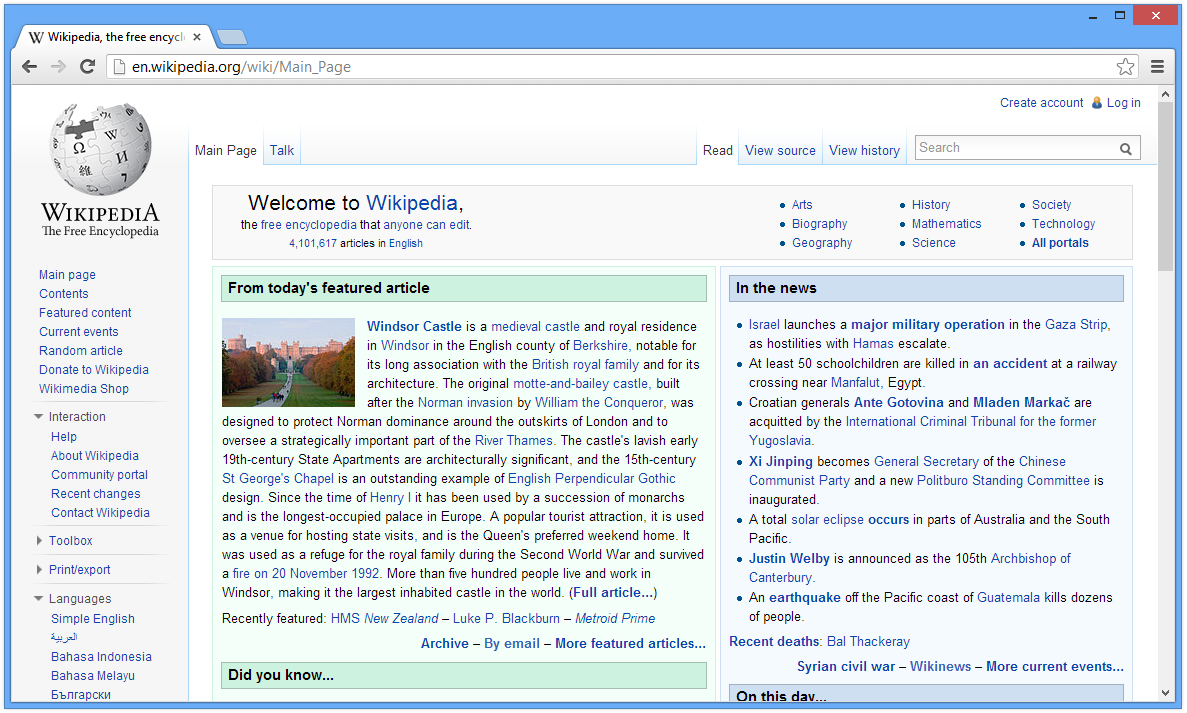

خدمة تقصير الروابط, أو خدمة الروابط القصيرة (بالإنجليزية: URL Shortening)‏ هي خدمة حديثة نوعيا في عالم الإنترنت. وهي تعتمد ببساطة على تقليص أو تصغير طول الروابط من أجل سهولة نقلها وتذكرها أو إدراجها أو أخفاء الرابط الأصلى في عدة مقالات.

ظهرت بداية في سنة 2002 مع موقع TinyURL, وحينها ظهر أكثر من 100 موقع مشابه يقدم نفس الخدمة، معظمهم كان يسهل تذكر أسمائهم.

والحقيقة أن الموقع الذي يقترح الخدمة يقوم بصنع رابط جديد، وفور دخول زائر لهذا الرابط يقوم الموقع بـ إعادة التوجيهه إلى الرابط الذي يريده.

## سبب ظهور الخدمة
إن السبب الرئيسى وراء ظهور الخدمة هو وجود العديد من مواقع الإنترنت التي لديها أسباب لتأمين مواقعها إنها تستخدم تكنيكات تجعل روابطها طويلة جداً، فمثلا موقع باي بال الذي يؤمن نقل الأموال بين الحسابات، ولكي يزيد من حماية صفحاته وتظليل مخترقي الحماية الهاكرز، فإنه يقوم بإطالة روابطه وإضافة عدة معلومات تسمى ألغاما لمنع أو محاولة كبح أي مجهود يهدف اختراقه. أو الصور الموجودة على فيسبوك مثلا يتم إطالة روابطها حتى يصعب على المستخدم تذكر الرابط. وقياسا على ذلك فإن المواقع الشهيرة جداً تقوم بمثل هذه الإضافات لحماية نفسها، ويوجد أسباب أخرى مثل حماية الروابط الخاصة بالموزعين لخدمة ما من موقع معروف والذي يدفع لصاحب الرابط مبلغ نظير الإحالات علاقات التبعية يتم إستخدامه لإعادة التوجيه للموقع أو لحجب رابط التحميل المباشر وهكذا وحتى يسهل تذكر الروابط للمستخدمين، ولأن بعض برامج المحادثة كويندوز لايف ماسنجر أو تويتر لا يسمحون إلا بعدد محدود من الرموز، ظهرت خدمة تقصير الروابط لغرض تقليص حجم الروابط وبالتالي سهولة إدراجها ونقلها.

## مواقع تقدم الخدمة
- إن أشهر وأول المواقع المقدمة لهذه الخدمة كان TinyURL الذي صار الآن غير مستخدم كثيرا نظرا لعدم تطوره ولوجود منافسين يقدمون روابط أقصر مما يقترحها.
- Bit.ly من المواقع التي تقدم الخدمة والسبب وراء ذلك اعتماد مواقع كتويتر عليه اعتمادا أساسيا.
- Goo.gl ظهر مؤخرا وهو مقترح من طرف جوجل، كانت بدايته تقديم الخدمة للعملاء المميزين فقط، إلى أن تم فتح الخدمة مجانا أمام الجميع.
- YouTu.be خاص بشبكة يوتيوب ولا يسمح للأشخاص بتقليص روابطهم.
- t.co خاص بموقع تويتر ويعمل تلقائياً.

## سلبيات الخدمة
لهذه الخدمة سلبيات كثيرة، فهي أحيانا تنتهك خصوصية المواقع بسبب اقتراحها روابط مصغرة لروابطهم وبالتالي يسهل تذكرها من طرف المستخدم، أيضا هذه الروابط تقوم مباشرة بإعادة توجيه إلى مواقع أخرى يمكن أن تحتوي على فيروسات أو مواقع ذات محتوى إباحي أو سلسلة منبثقات (Pop-ups) هدفها الإعلان وربح المال.
الروابط قصيرة لا تسمح للزوار بمعرفة الموقع المقصود وبالتالي يصبح الضغط على هذه الروابط أحيانا خطأ فاذحا.
رغم أن بعض المواقع (كموقع bit.ly) تسمح بمعرفة عدد الزوار الذين ضغطوا على رابط ما، إلا أن هذا يسهل على أي شخص تتبع حركة الزوار وعدد زياراتهم في حين أن هذه المعلومات عموما تكون سرية للغاية ولا يجب لأحد أن يضطلع عليها عدا أصحاب الموقع.
وهناك خطر على حياة الروابط القصيرة فيكفي أن يتوقف الموقع الذي يقدم الخدمة، أو أن يقوم صاحب الرابط الأصلي بتغيير الرابط أو حذفه، حتى يصبح الرابط القصير بلا فائدة وبالتالي فإن الاعتماد عليه وحده فيه نوع من المجازفة.
نتيجة لهذا تم:
- منع موقع TinyURL في السعودية.
- سنة 2006: ماي سبيس منع أي نشر لروابط TinyURL
- إجابات ياهو! منع الروابط القصيرة.
- سنة 2009: تويتر قام بإستبدال خدمات TinyURL بـBit.ly.
- موسوعة ويكيبيديا لا تقبل أي روابط قصيرة على صفحاتها.
- العديد من المواقع أصبحت ترفض الروابط القصيرة.

## إيجابيات الخدمة
عدا كون الخدمة مجانية وتسمح بتقصير الروابط فإن إيجابيات الخدمة ليست كثيرة. إلا أن من إيجابيات هذه الخدمة، تقديم بعض المواقع بشكل عفوي لروابط قصيرة لبعض محتوياته، مثلا، Youtu.be الذي هو خدمة من موقع يوتيوب يقوم بتقليص روابط الفيديوهات الموجودة على يوتيوب فقط, وهذا النوع من تقصير الروابط آمن جدا، حيث أنه يخلو من الفيروسات بشكل أكيد، كما أن المدراء إذا ما غيروا رابطا لفيديو معين، سيتغير تلقائيا في الرابط المقلص.

## مثال للخدمة
| الرابط الأصلي                              | عدد الرموز | الرابط القصير       | عدد الرموز | ملاحظات                                                             |
| ------------------------------------------ | ---------- | ------------------- | ---------- | ------------------------------------------------------------------- |
| http://ar.wikipedia.org/خدمة_تقصير_الروابط | 42         | http://goo.gl/uPQIR | 19         | الفارق 23 رمزا مع العلم أن الرابط الأصلي لهذه الصفحة لا يعتبر طويلا |